# نسل‌کشی فرهنگی
نسل‌کشی فرهنگی (انگلیسی: Cultural genocide) مفهومی است که توسط وکیل رافائل لمکین در سال ۱۹۴۴ به عنوان جزء نسل‌کشی پیشنهاد شد. اگرچه تعریف دقیق نسل‌کشی فرهنگی همچنان مورد بحث است، موزه یادمان نسل‌کشی ارمنی‌ها آن را به‌عنوان «اعمال و اقداماتی که برای از بین بردن فرهنگ ملت‌ها یا گروه‌های قومی از طریق تخریب معنوی، ملی و فرهنگی انجام می‌شود» تعریف می‌کند.
برخی از قوم‌شناسان، مانند رابرت ژولین، اصطلاح قوم‌کشی را به عنوان جایگزینی برای نسل‌کشی فرهنگی به کار می‌برند، اگرچه این کاربرد به عنوان خطر اشتباه بین قومیت و فرهنگ مورد انتقاد قرار گرفته‌است.

## تعریف و تاریخچه
تعریف قانونی نسل‌کشی در مورد نحوه دقیق ارتکاب نسل‌کشی نامشخص است و فقط بیان می‌کند که این نسل‌کشی تخریب به قصد نابودی یک گروه نژادی، مذهبی، قومی یا ملی است.
در میان بسیاری از دلایل بالقوه دیگر، نسل‌کشی فرهنگی ممکن است با انگیزه‌های مذهبی انجام شود (به عنوان مثال، شمایل‌شکنی). به عنوان بخشی از عملیات پاکسازی قومی به منظور حذف شواهد یک قوم از یک منطقه یا تاریخ خاص؛ به عنوان بخشی از تلاش برای اجرای سال صفر، که در آن گذشته و فرهنگ مرتبط با آن حذف شده و تاریخی جدید «بازنشانی» می‌شود.
از زمان محاکمات نورنبرگ، تلاش‌هایی برای معرفی نسل‌کشی به عنوان یک جنایت در حقوق بین‌الملل صورت گرفته‌است. مناظره تقریباً دو سال ادامه داشت، از درخواست تهیه پیش‌نویس کنوانسیون در سال ۱۹۴۶ تا تصویب آن در سال ۱۹۴۸، و سه نفر مسئول تهیه پیش‌نویس اصلی (از جمله رافائل لمکین) در مرکز آن بودند. در پیش نویسی که توسط شورای اقتصادی و اجتماعی در ژوئن ۱۹۴۷ تهیه شد، نسل‌کشی به سه نوع متمایز تقسیم شد: فیزیکی، بیولوژیکی و فرهنگی. و اعمالی مانند اخراج اجباری یا سیستماتیک رهبران گروه‌ها، ممنوعیت زبان‌های قومی، از بین بردن اسناد چاپی یا ممنوعیت انتشار، و تخریب بناهای یادبود، اعمال نسل‌کشی فرهنگی است. با وجود ترس از اینکه این ممکن است گسترش بیش از حد مفهوم نسل‌کشی باشد، لمکین قاطعانه برای گنجاندن نسل‌کشی فرهنگی در کنوانسیون تلاش کرد. تصمیم‌گیری در مورد گنجاندن یا عدم گنجاندن نسل‌کشی فرهنگی در کنوانسیون واقعاً این سؤال بود که آیا می‌توان آن را به عنوان یک جرم قابل مجازات توسط قوانین بین‌المللی تعریف کرد؛ بنابراین، از این نظر، مسائلی مانند دامنه نسل‌کشی فرهنگی و مبهم بودن تعریف آن، رابطه آن با سایر معاهده‌ها و پتانسیل آن برای جلوگیری از حرکت به سمت تمدن باید برطرف می‌شد. در عین حال، این بحث باید به استراتژی‌های سیاسی هر کشور برای رسیدگی به گروه‌های اقلیت مختلف نیز می‌پرداخت.
در کنار قوم‌کشی، نسل‌کشی فرهنگی در اعلامیه سال ۲۰۰۷ سازمان ملل متحد در مورد حقوق مردمان بومی مورد توجه قرار گرفت؛ با این حال، در سند نهایی حذف شد و به سادگی با «نسل‌کشی» جایگزین شد.

## قوانین بین‌المللی الزام‌آور
نسل‌کشی فرهنگی شامل ریشه‌کنی و نابودی آثار فرهنگی مانند کتاب‌ها، آثار هنری و سازه‌ها می‌شود.
- طبق کنوانسیون ۱۹۰۷ لاهه در مورد احترام به قوانین و آداب و رسوم جنگ در زمین یا کنوانسیون‌های ۱۸۹۹ و ۱۹۰۷ لاهه، که در ماده ۲۵ بیان می‌کند که «حمله یا بمباران با هر وسیله ای به شهرها، روستاها، مسکن‌ها یا ساختمان‌هایی که بدون دفاع هستند ممنوع است.» در ماده ۲۷ این قانون آمده‌است: «در محاصره و بمباران تمام اقدامات لازم باید انجام شود تا حد امکان از ساختمان‌های مذهبی، هنری، علمی یا امور خیریه، آثار تاریخی، بیمارستان‌ها و مکان‌هایی که بیماران و مجروحان در آنجا جمع‌آوری می‌شوند، محافظت شود. به شرطی که در آن زمان برای مقاصد نظامی مورد استفاده قرار نگیرند». و در ماده ۲۸ «غارت شهر یا محل حتی در صورت تهاجم ممنوع است».
- در قاره آمریکا، پیمان روریچ به اولین معاهده بین‌المللی تبدیل شد که به‌طور اساسی گسترش یافت و کاملاً به حفاظت از اموال فرهنگی اختصاص یافت. در ماده ۱ آن آمده‌است: «آثار تاریخی، موزه‌ها، مؤسسات علمی، هنری، آموزشی و فرهنگی بی‌طرف تلقی می‌شوند و از این حیث مورد احترام و مورد حفاظت متخاصم قرار می‌گیرند و همین احترام و حمایت نیز برای پرسنل مؤسسات ذکر شده لازم است. از آثار تاریخی، موزه‌ها، مؤسسات علمی، هنری، آموزشی و فرهنگی در زمان صلح و نیز در زمان جنگ، احترام و حمایت یکسانی وجود خواهد داشت.»
- به دنبال تجربیات جنگ جهانی دوم و موفقیت پیمان روریچ، یک معاهده جهانی جدید، کنوانسیون لاهه برای حمایت از اموال فرهنگی. به تصویب رسید، و به دنبال آن دو پروتکل الحاقی. بر اساس پروتکل دوم کنوانسیون اخیر، برای طرف‌های متعاهد الزامی است که مرتکبین چنین اعمالی را مجازات کنند.
- علاوه بر این، مکان‌های میراث جهانی نیز در هر زمان توسط کنوانسیون میراث جهانی محافظت می‌شوند، که در ماده ۴ بیان می‌کند: «هر دولت عضو این کنوانسیون وظیفه تضمین شناسایی، حفاظت، ارائه و انتقال به نسل‌های آینده میراث فرهنگی و طبیعی مذکور در مواد ۱ و ۲ و واقع در قلمرو خود را به رسمیت می‌شناسد. در درجه اول به آن دولت تعلق دارد. برای این منظور تمام تلاش خود را با حداکثر امکانات خود و در صورت لزوم با هر گونه کمک و همکاری بین‌المللی، به ویژه مالی، هنری، علمی و فنی، انجام خواهد داد. ممکن است بتواند به دست آورد، در حالی که بر اساس ماده ۶، هر یک از کشورهای عضو این کنوانسیون متعهد می‌شوند که هیچ گونه اقدام عمدی که ممکن است به‌طور مستقیم یا غیرمستقیم به میراث فرهنگی و طبیعی مذکور در مواد ۱ و ۲ واقع در قلمرو سایر کشورهای عضو این کنوانسیون آسیب برساند، انجام ندهد.»
- قوانین اساسی توسط دو پروتکل در ۱۹۷۷ موجب تقویت کنوانسیون ۱۹۴۹ ژنو شد.

- ماده ۵۳ پروتکل الحاقی به کنوانسیون‌های ژنو مورخ ۱۲ اوت ۱۹۴۹، و مربوط به حمایت از قربانیان درگیری‌های مسلحانه بین‌المللی (پروتکل اول)، ۸ ژوئن ۱۹۷۷، می‌گوید: «بدون لطمه به مفاد کنوانسیون لاهه برای حمایت از اموال فرهنگی در صورت درگیری مسلحانه ۱۴ مه ۱۹۵۴ و سایر اسناد بین‌المللی مربوط، ممنوع است: ارتکاب هر گونه اعمال خصمانه علیه بناهای تاریخی، آثار هنری یا مکان‌های عبادت که میراث فرهنگی یا معنوی مردم را تشکیل می‌دهد. استفاده از چنین اشیایی در حمایت از تلاش نظامی؛ تا چنین اشیایی را مورد تلافی قرار دهند.»
- ماده ۱۶ پروتکل الحاقی به کنوانسیون‌های ژنو مورخ ۱۲ اوت ۱۹۴۹، و مربوط به حمایت از قربانیان درگیری‌های مسلحانه غیر بین‌المللی (پروتکل ۲)، ۸ ژوئن ۱۹۷۷، می‌گوید:: «بدون لطمه به مفاد کنوانسیون لاهه برای حمایت از اموال فرهنگی در صورت درگیری مسلحانه ۱۴ مه ۱۹۵۴، ارتکاب هرگونه اقدام خصمانه علیه بناهای تاریخی، آثار هنری یا مکان‌های عبادی که میراث فرهنگی یا معنوی مردم را تشکیل می‌دهند و استفاده از آنها در حمایت از تلاش‌های نظامی ممنوع است.»

- اگر مرتکبین به دلیل کوتاهی یا عدم تمایل یک دولت به تعقیب آنها مجازات نشوند، ممکن است طبق اساسنامه دیوان کیفری بین‌المللی بر مبنای اساسنامه رم، که در ژوئیه ۱۹۹۸ به تصویب رسید و چهار سال بعد لازم‌الاجرا شد، محاکمه شوند. مبنای حقوقی دیوان کیفری بین‌المللی، که در ماده ۸ جنایات جنگی مرتبط با اموال فرهنگی را در درگیری‌های مسلحانه بین‌المللی و غیر بین‌المللی تعریف می‌کند: «راه‌اندازی عمدی یک حمله با علم به این که چنین حمله ای منجر به تلفات جانی یا جراحتی به غیرنظامیان یا آسیب به اشیاء غیرنظامی یا آسیب به اشیاء غیرنظامی یا آسیب گسترده، طولانی مدت و شدید به محیط طبیعی که به وضوح در رابطه با مزیت نظامی مشخص و مستقیم پیش‌بینی شده بیش از حد خواهد بود (فقط درگیری‌های بین‌المللی). تخریب و تصرف گسترده که با ضرورت نظامی توجیه نشده و به‌طور غیرقانونی و عمدی انجام شده‌است. انهدام یا تصرف اموال دشمن، مگر اینکه چنین تخریب یا تصرفی بنا به ضرورت جنگ/درگیری باشد. حمله یا بمباران به هر وسیله ای به شهرها، روستاها، خانه‌ها یا ساختمان‌هایی که بدون دفاع هستند و اهداف نظامی نیستند. حمله عمدی به بناهای مذهبی، آموزشی، هنری، علمی یا غیرانتفاعی و بناهای تاریخی. غارت یک شهر یا مکان، حتی زمانی که مورد حمله قرار گیرد.»

## میراث فرهنگی ناملموس
نسل‌کشی فرهنگی همچنین ممکن است شامل همگون‌سازی اجباری و همچنین سرکوب یک زبان یا فعالیت‌های فرهنگی باشد که با تصور از آنچه مناسب است مطابقت ندارد.
- ماده ۲ کنوانسیون نسل‌کشی جنبه‌های ناملموس مربوط به فرهنگ نسل‌کشی را تعریف می‌کند: «تحمیل اقداماتی با هدف جلوگیری از تولد در درون گروهی به خصوص؛ انتقال اجباری کودکان یک گروه به گروهی دیگر.»